# Little Pig
Little Pig je punk rock skupina iz Zasavja, ki je delovala v letih 1995 do 1998. Ime si je nadela po uspešnici »Three Little Pigs« skupine Green Jelly.
Skupina je bila ustanovljena jeseni 1995. V drugi polovici 90. let 20. stoletja je tvorila gonilo lokalne subkulturne glasbene scene. V dobrih dveh letih so člani benda skupaj odigrali okoli dvajset koncertov in kasneje nadaljevali svojo glasbeno pot po drugih bendih, kot so: Agenti, Caligula, Sarra, Barni Band in Orlek. V letu 1997 je skupina sodelovala v projektu Aca Razbornika NOVA, kjer je v studiju Tivoli posnela svoj prvenec. Med drugim so v projektu sodelovali tudi skupine Siddharta, Hudobni volk, Sausages, Sfiltrom idr.
V letih 2008 in 2010 je skupina odigrala priložnostne koncerte v Radečah in Laškem.

## Diskografija
- V.P.D. (1997)

Najuspešnejši avtorski komad benda nosi naslov »Suseda«.